# Eaux-Bonnes
Eaux-Bonnes è un comune francese di 426 abitanti situato nel dipartimento dei Pirenei Atlantici nella regione della Nuova Aquitania.
Sita nella valle d'Ossau, è una località termale e sciistica.

## Geografia fisica

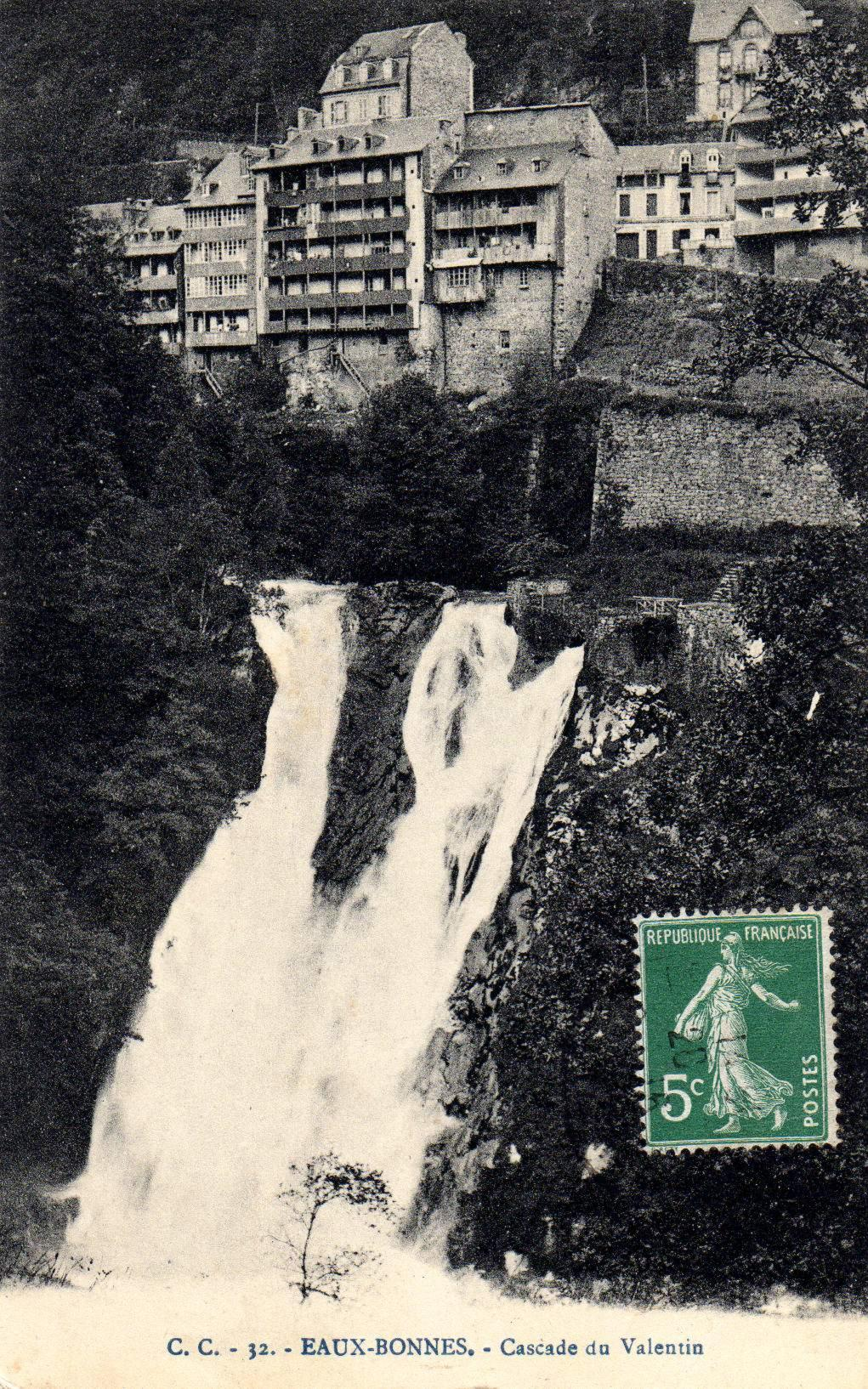
Cascata del Valentin a Eaux-Bonnes (1910 ca.)

Il comune di Eaux-Bonnes è composto da quattro villaggi:
Eaux-Bonnes
Questa cittadina fu edificata nel XVIII secolo nei pressi di una sorgente termale. Eaux-Bonnes è situata all'entrata della stretta gola che forma il fiume Sourde, appena sopra il brusco dislivello alla fine della valle del Valentin: questa caratteristica geologica ha creato una spettacolare cascata, punto d'attrazione dei visitatori durante numerosi secoli. Oggi la cascata è stata ridotta da una stazione idro-elettrica posta più a monte. Il giardino Darralde costituisce il centro della vita della stazione, attorno al quale sono stati costruiti gli alberghi principali.
Aas
Dall'altro lato della valle, su un promontorio della Montagna Verde, si erge il villaggio di Aas, soprattutto conosciuto per essere il "villaggio dei fischiatori". I suoi abitanti comunicavano da un lato all'altro della valle, dai pascoli alle case, grazie ad una lingua fischiata. Aas è il primo stanziamento del comune ed ha vissuto sin dalle origini della pastorizia.
Assouste
Assouste è un raggruppamento di case di pochi abitanti, nella valle d'Ossau.
Gourette
La stazione sciistica di Gourette è l'abitato più recente della località. È situata nella parte sud della valle, il suo dominio sciistico è il più esteso di tutti i Pirenei Atlantici.

## Società

### Evoluzione demografica
Abitanti censiti

## Galleria d'immagini

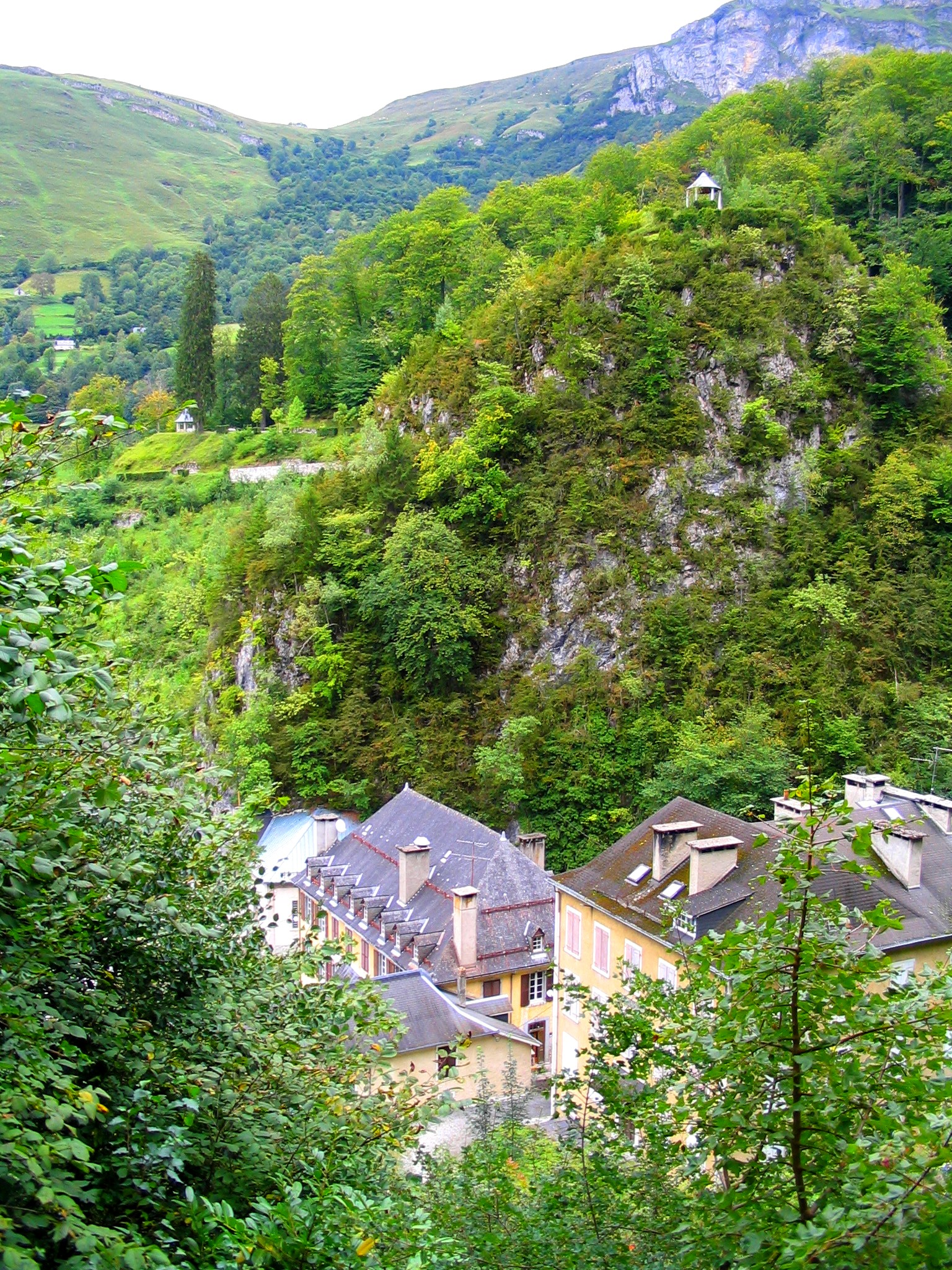
La Butte au Trésor, sormontata da un chiosco, strabiomba sulla sorgente termale souece vieille
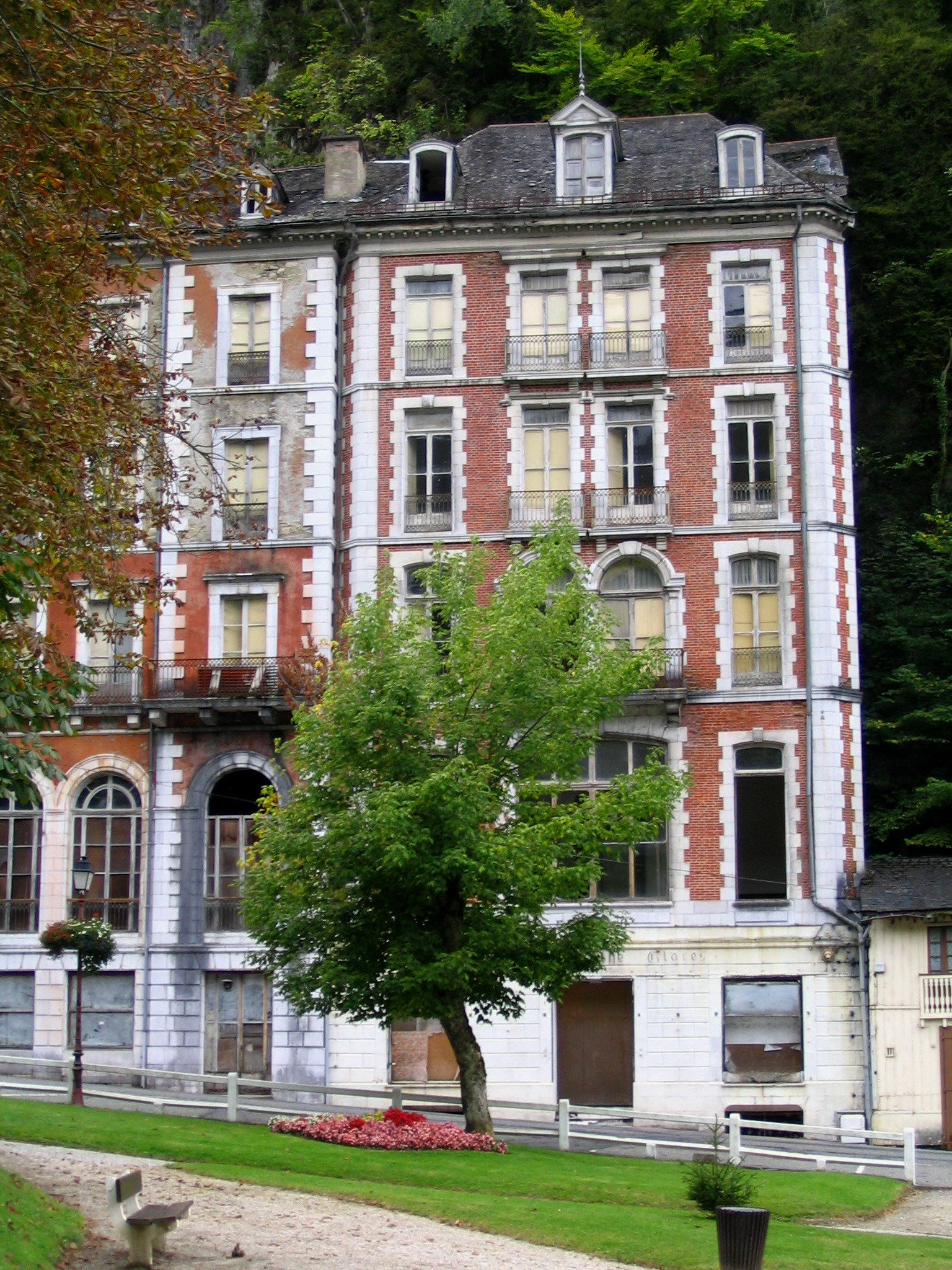
Hôtel des Princes, monumento nazionale
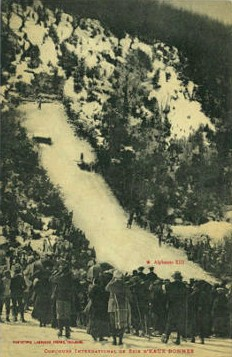
Concorso internazionale di salto con gli sci in presenza di Alfonso XIII di Spagna
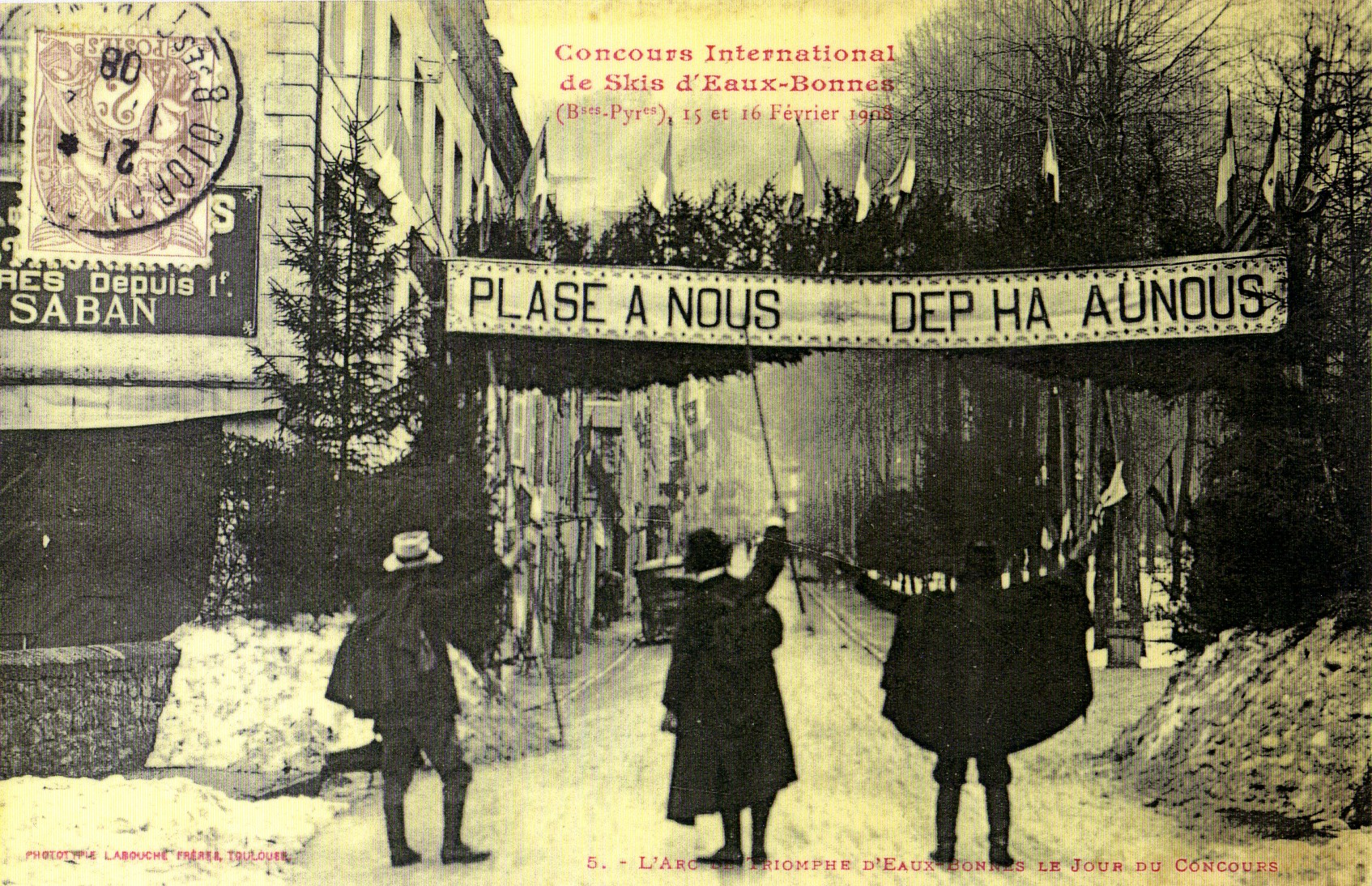
Concorso internazionale di sci nel 1908
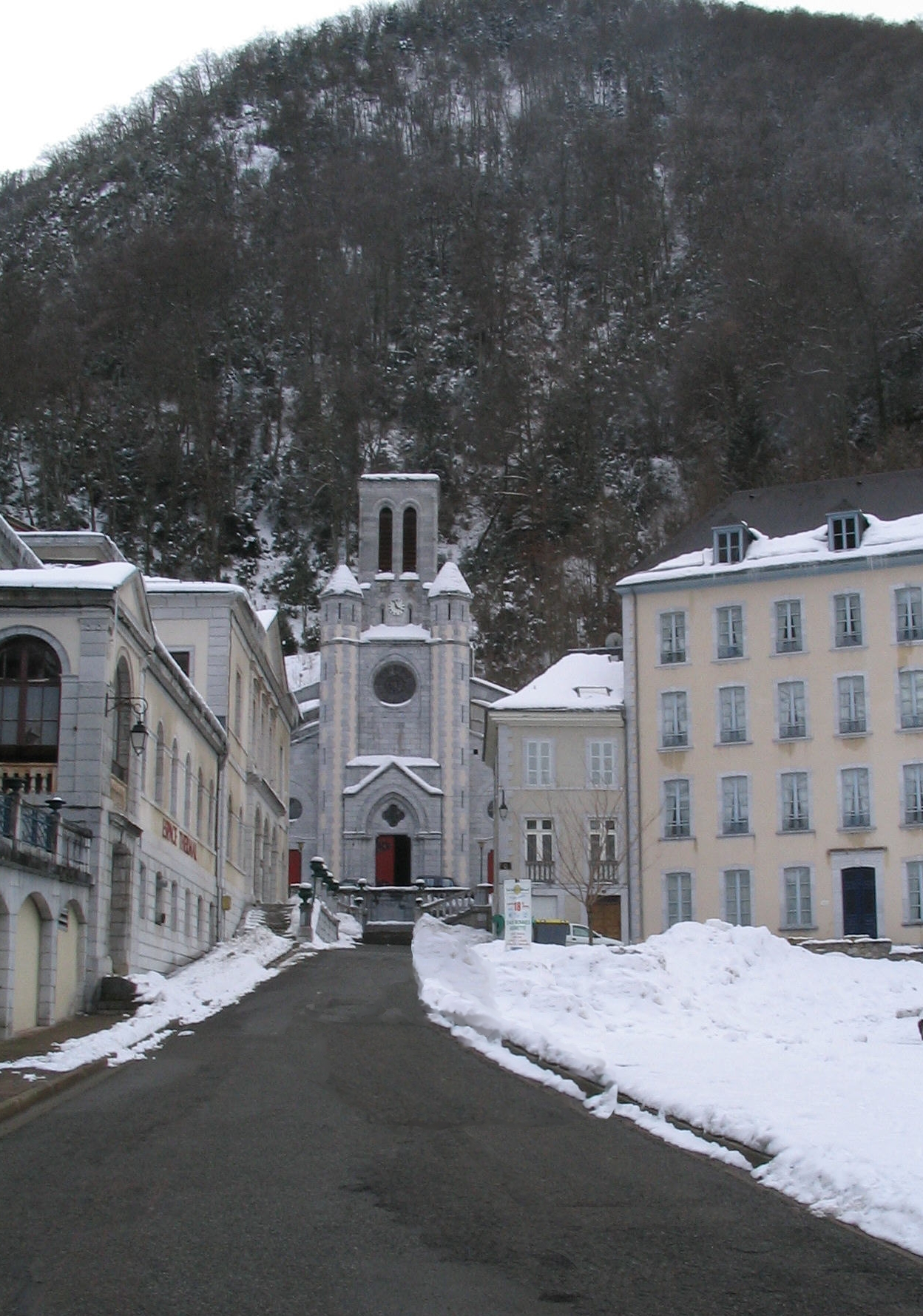
Chiesa di San Giovanni Battista
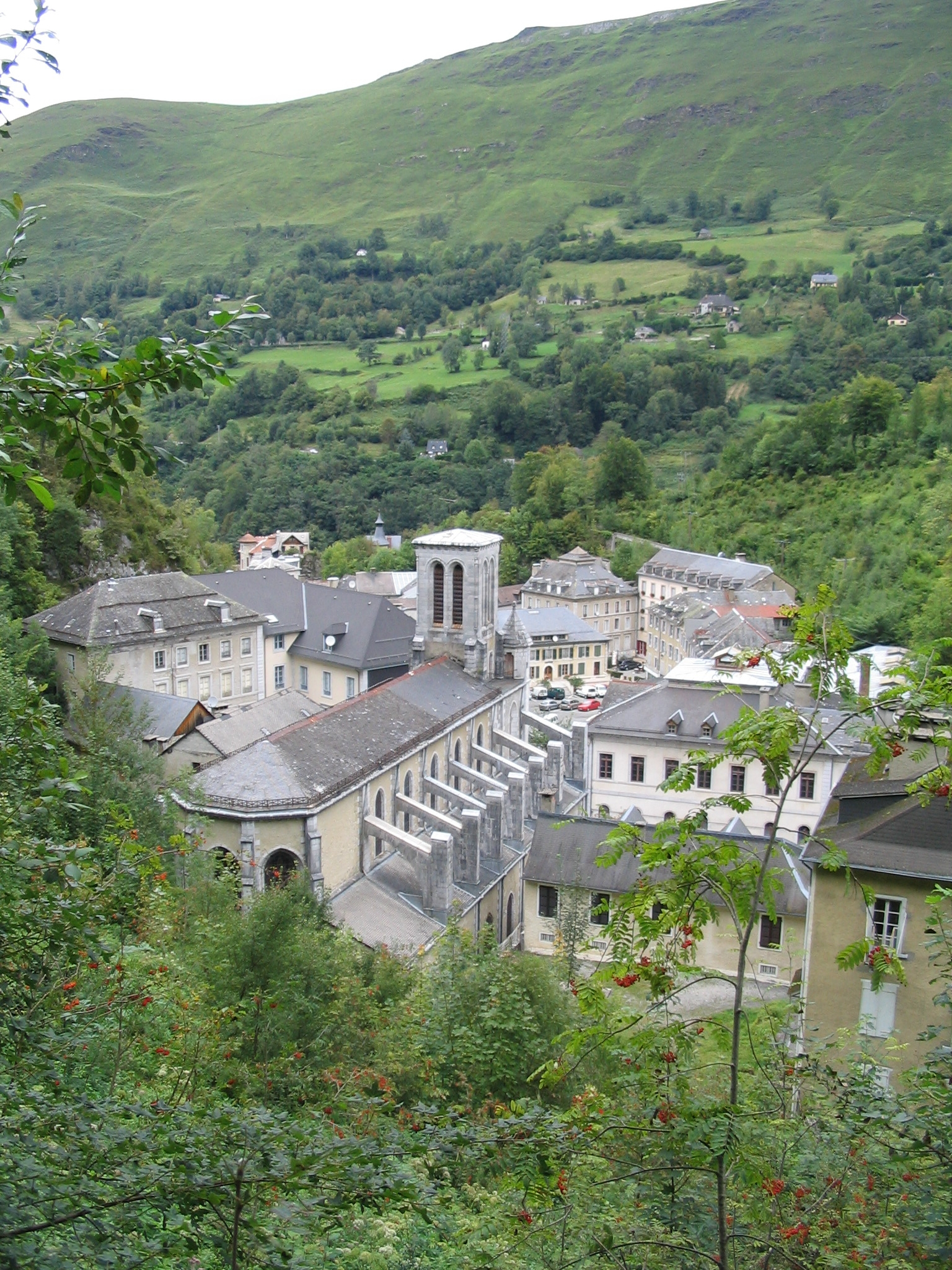
La Chiesa di San Giovanni Battista vista dall'abside
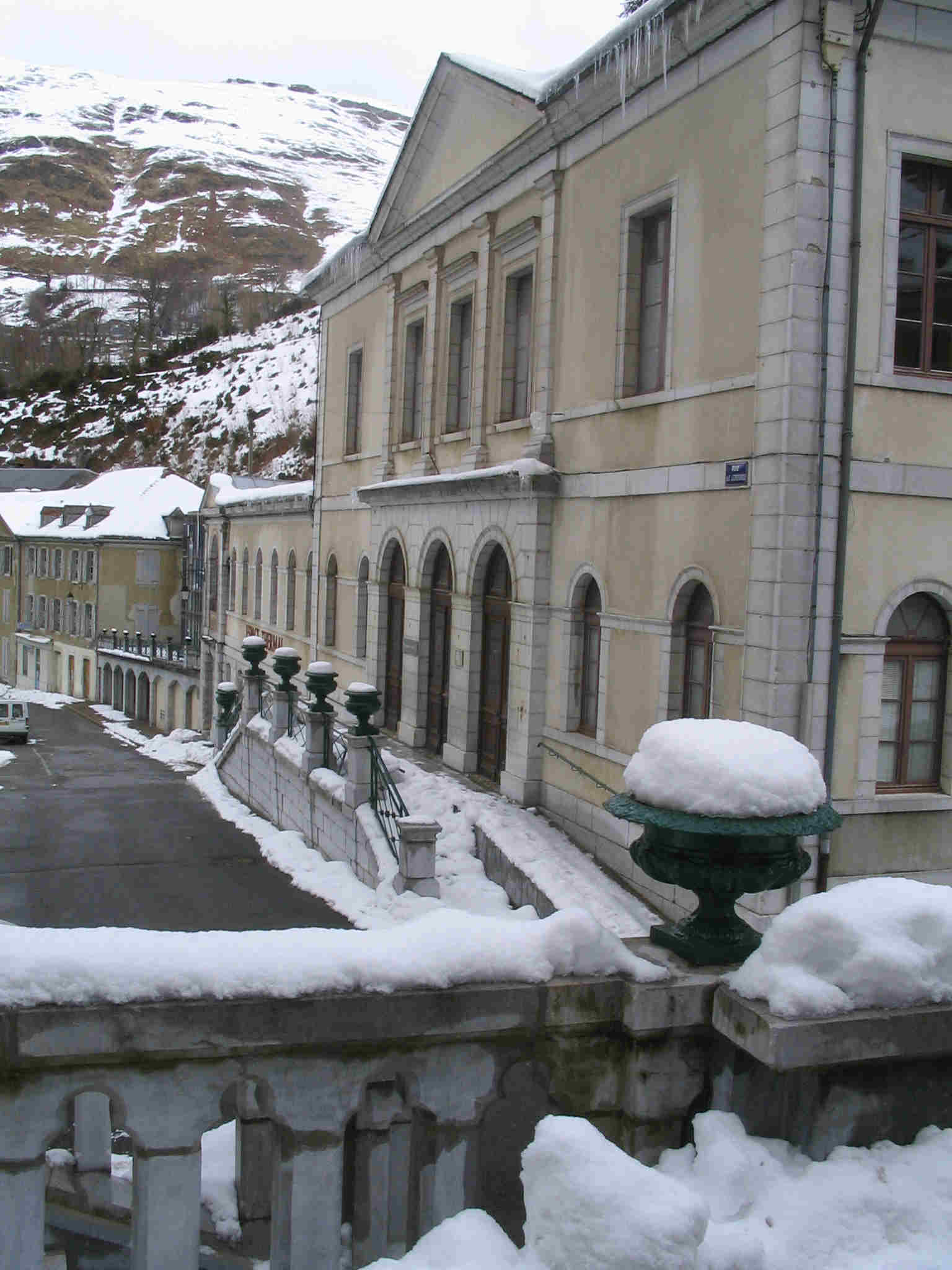
Stabilimento termale che sostituisce quello originario del 1830
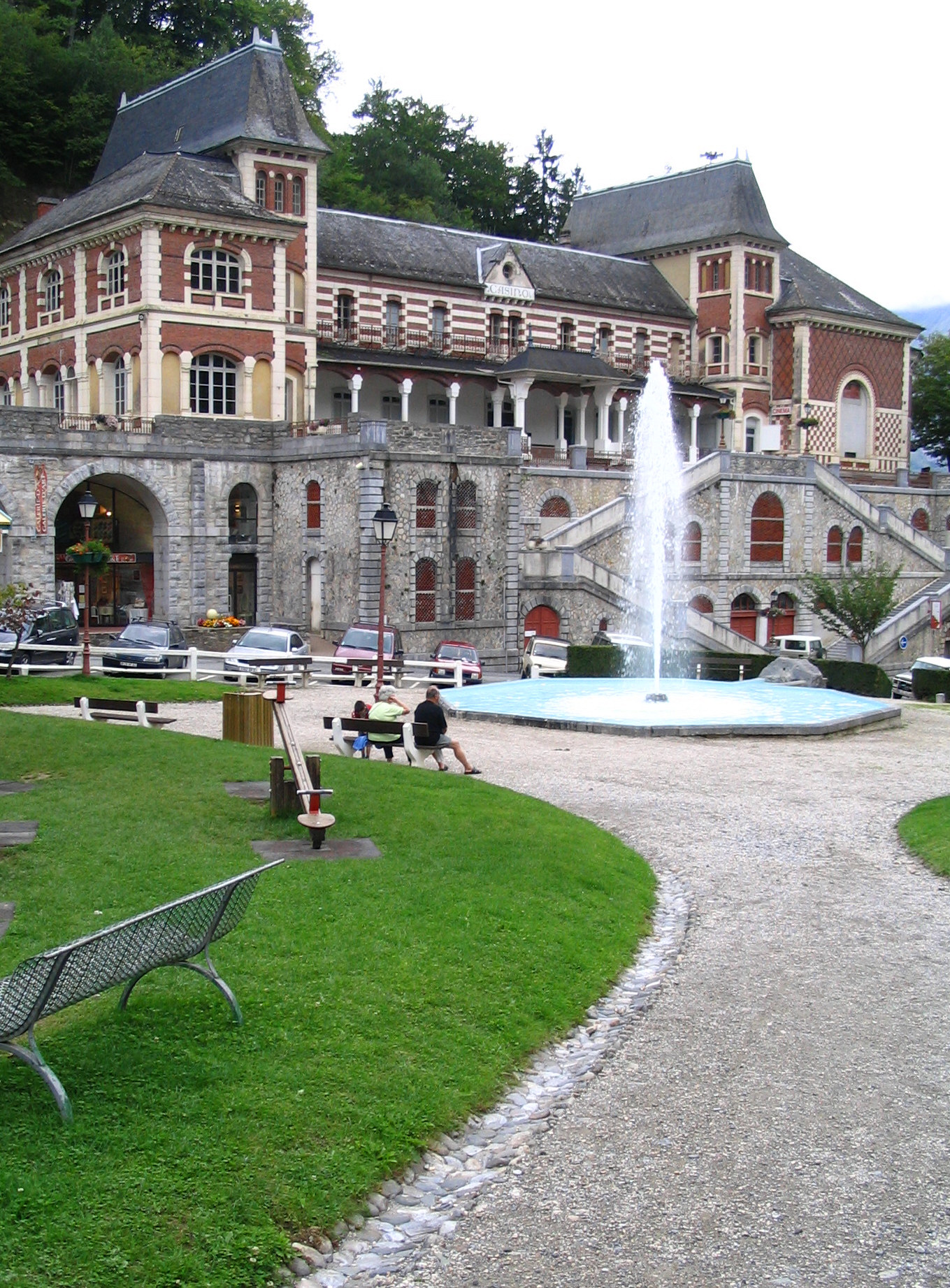
Il Casinò
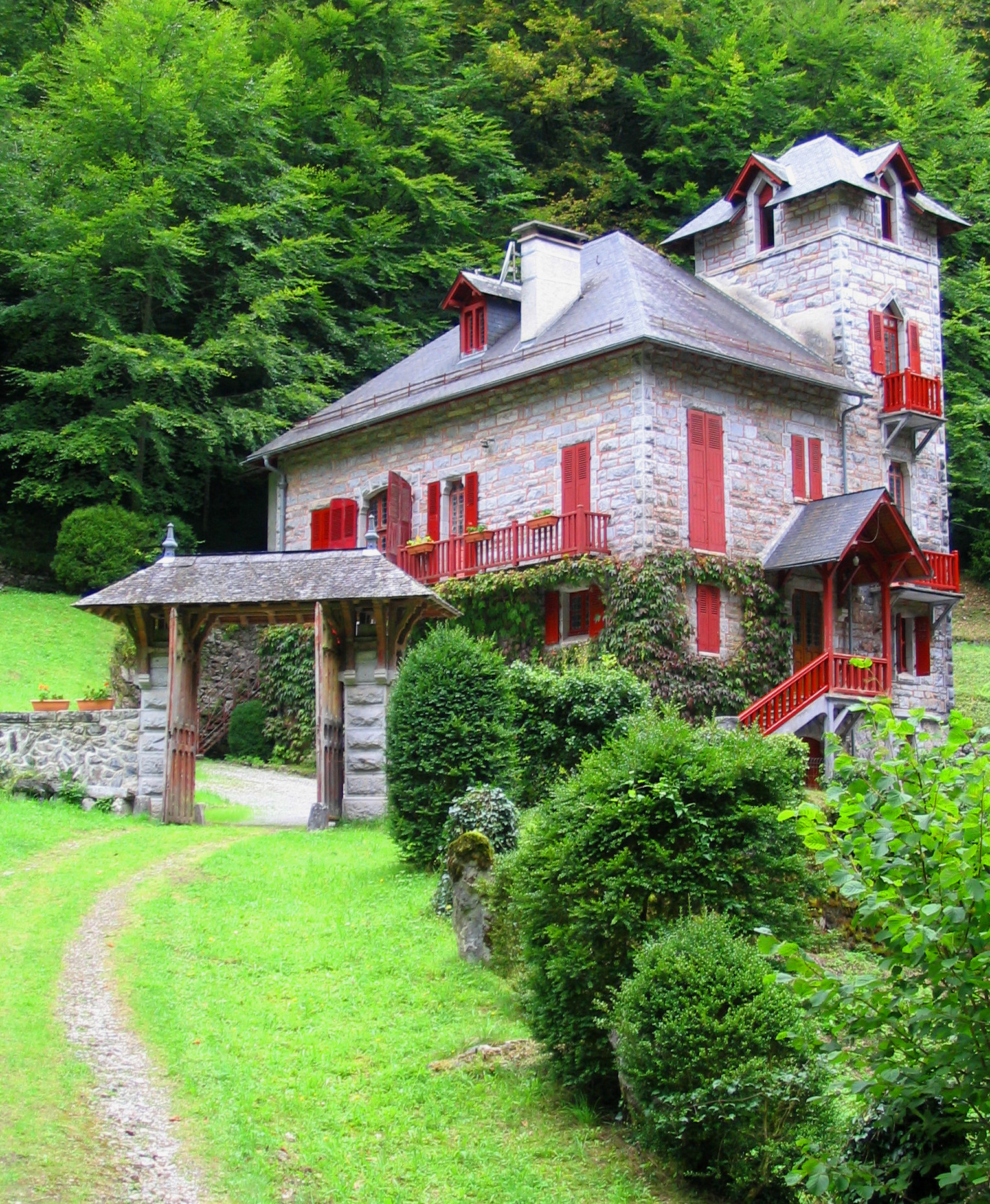
Villa Preller, all'inizio della promenade de l'Impératrice
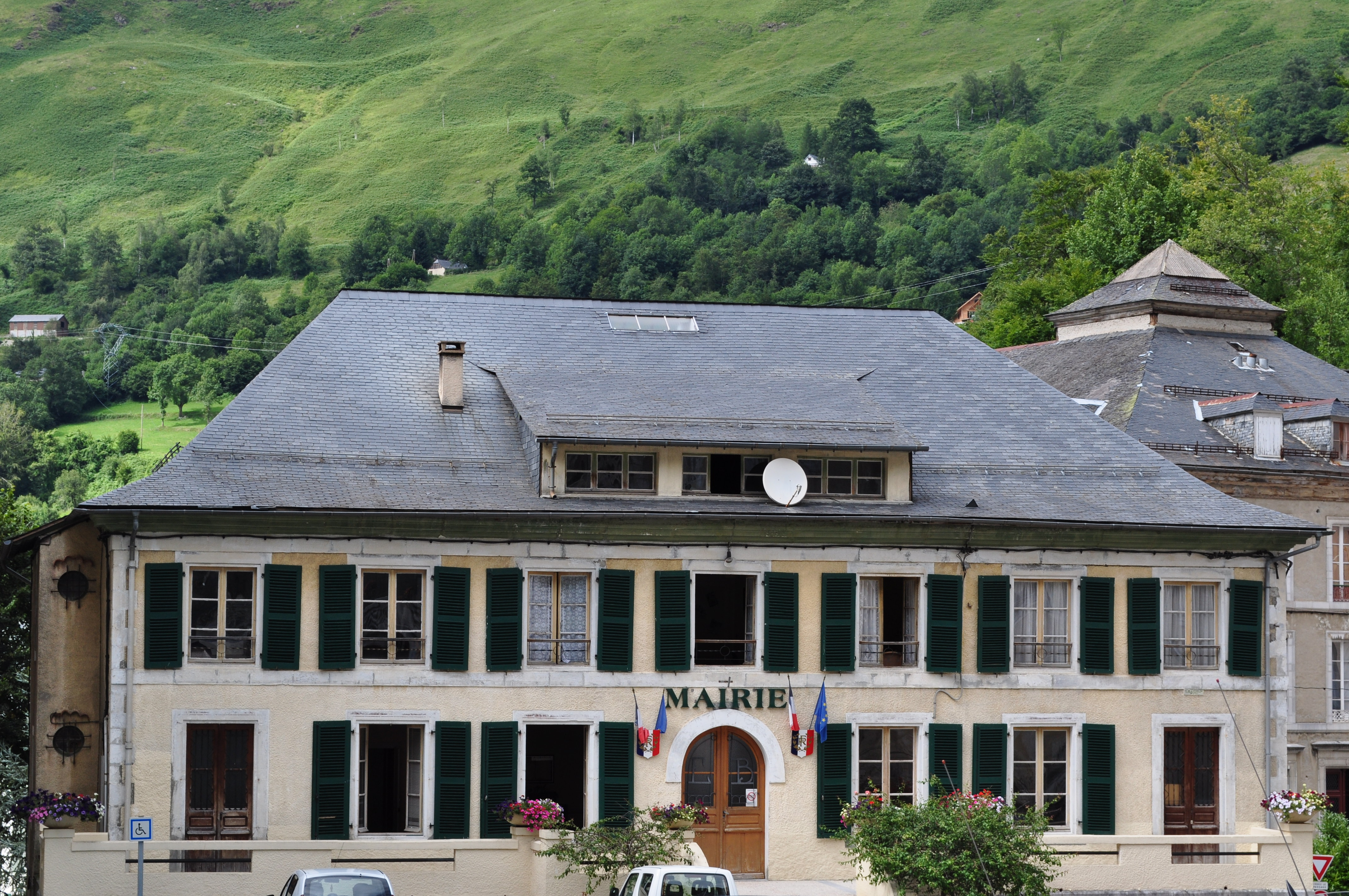
Il Municipio